# Circuito Mont-Tremblant
Circuito Mont-Tremblant es un autódromo situado a 13 km al norte de la localidad de Mont-Tremblant, Quebec, Canadá. Inaugurado en el año 1964, el trazado principal tiene una extensión de 4.260 metros. También se puede dividir en dos configuraciones cortas: el norte mide 2.460 metros y el sur 1.910 metros.
Mont-Tremblant recibió a categorías de monoplazas como la Fórmula 1, el Campeonato Nacional del USAC y la Championship Auto Racing Teams, y albergó carreras de resistencia de categorías tales como la CanAm y la American Le Mans Series.
En la actualidad, el circuito es propiedad de la compañía Holand Automotive Group.

## Resultados

### Fórmula 1
| Año  | Piloto      | Constructor  | Fecha            | Resultados |
| ---- | ----------- | ------------ | ---------------- | ---------- |
| 1968 | Denny Hulme | McLaren-Ford | 22 de septiembre | Resultados |
| 1970 | Jacky Ickx  | Ferrari      | 20 de septiembre | Resultados |

### USAC
| Año                          | Piloto                       | Equipo                       |
| Campeonato Nacional del USAC | Campeonato Nacional del USAC | Campeonato Nacional del USAC |
| ---------------------------- | ---------------------------- | ---------------------------- |
| 1967                         | Mario Andretti               | Dean Racing Enterprises      |
| 1968                         | Mario Andretti               | Andretti Racing Enterprises  |

### ChampCar
| Año  | Piloto          | Equipo           |
| ---- | --------------- | ---------------- |
| 2007 | Robert Doornbos | Minardi Team USA |
| 2008 | Cancelada       | Cancelada        |